# Садовский сельсовет (Курганская область)
Садо́вский сельсове́т — упразднённые административно-территориальная единица и муниципальное образование со статусом сельского поселения в составе Кетовского района Курганской области России. 
Административный центр — село Садовое.
15 марта 2022 года сельсовет был упразднён в связи с преобразованием муниципального района в муниципальный округ.

## История
В соответствии с Законом Курганской области от 6 июля 2004 года № 419 сельсовет наделён статусом сельского поселения.

## Население
| 1989  | 2002  | 2010  | 2012  | 2013  | 2014  | 2015  |
| ----- | ----- | ----- | ----- | ----- | ----- | ----- |
| 2889  | ↘2681 | ↘2619 | ↗2703 | ↗2775 | ↗2796 | ↘2728 |
| 2016  | 2017  | 2018  | 2019  | 2020  |       |       |
| ↗2740 | ↗2755 | ↘2703 | ↘2689 | ↗2748 |       |       |

## Состав сельского поселения
| № | Населённый пункт | Тип населённого пункта       | Население |
| - | ---------------- | ---------------------------- | --------- |
| 1 | Кропанка         | деревня                      | ↘430      |
| 2 | Новокомогоровка  | деревня                      | ↘138      |
| 3 | Романовка        | деревня                      | ↘113      |
| 4 | Садовое          | село, административный центр | ↗1938     |